# Штрудель
Штру́дель (нем. Strudel — «вихрь, воронка, водоворот») — кондитерское изделие в виде рулета из пресного, тонко раскатанного и вытянутого теста с различной начинкой (яблочной, грушевой, вишнёвой).
Штрудель является традиционной выпечкой австрийской, немецкой, венгерской, чешской кухонь. Также штрудель распространён в кухне евреев-ашкеназов, украинской, молдавской кухнях.

## История
История штруделя начиналась в турецких кондитерских[прояснить]. Первое упоминание штруделя, начинённого овощами, относится к 1450 году. Первый известный рецепт штруделя (молочно-кремового) на основе французского рулета датирован 1696 годом и был напечатан в поваренной книге неизвестного автора, изданной в Вене. На данный момент экземпляр этой книги хранят в городской библиотеке Вены.

## Виды
Десертный штрудель готовят с начинкой из фруктов (яблок, груш]), ягод вишни, клубники, изюма), творога, орехов, зёрен мака и других компонентов. Сверху штрудель посыпают сахарной пудрой или глазируют яичным желтком,.
Штрудели бывают и с несладкими начинками, например, с капустной, картофельной, грибной, мясной и рыбной.

## Технология изготовления (на примере яблочного штруделя)

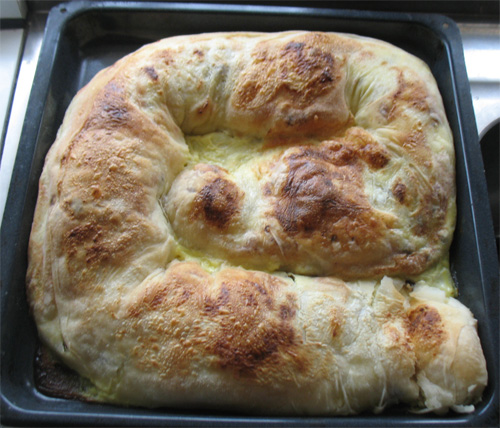
Штрудель в сложенном виде

Яйца растирают с сахаром и солью. Добавляют воду и перемешивают до растворения сахара и соли. Пшеничную муку просеивают горкой на стол, делают углубление и помещают в него размятое масло и полученную смесь. Замешивают крутое тесто, которое выдерживают 30—40 минут и раскатывают в прямоугольный пласт толщиной 1 мм. Пласт можно довести до толщины бумаги, растягивая его на весу руками.
Пласт раскладывают на тканевой салфетке и смазывают растопленным маслом. Накладывают начинку из тонко нашинкованных яблок, посыпаных смесью сахара, корицы и белых молотых сухарей. Начинку выкладывают вдоль края пласта, отступив от него на некоторое расстояние, чтобы этой свободной частью накрыть начинку перед сворачиванием рулета. Приподнимая салфетку с одного края, сворачивают рулет. В результате скручивания начинка рулета оказывается обёрнута несколькими слоями теста. Штрудель выкладывают швом вниз на промасленный противень, смазывают желтком и делают проколы в нескольких местах. Выпекают 25—30 минут при 200—220 °C.
Подают в горячем виде.

## Штрудель российских немцев

Штрудель с шариком мороженого и топпингом

Российские немцы Западной Сибири и Поволжья называют «штруделями» обеденное блюдо (айнтопф). У поволжских немцев, депортированных в Узбекистан, оно представляло собой несколько круглых булок-завитушек, приготовленных в казане вместе с картофелем и луком, либо с тушёной капустой и свининой.
Дрожжевое тесто раскатывают в пласт, смазывают маслом и сворачивают рулетом. Нарезают на дольки и выкладывают в закрытый крышкой казан, где предварительно доводят до полуготовности другую часть блюда. В казане должно быть определённое количество воды, чтобы штрудели готовились на пару. Время приготовления — около получаса.